# 本珠仓·洛桑扎西

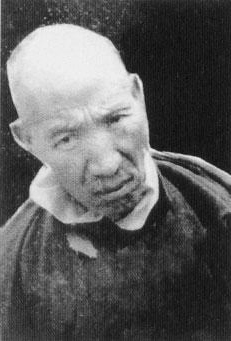
本珠仓·洛桑扎西

本珠仓·洛桑扎西（藏語：བློ་བཟང་བཀྲ་ཤིས，威利转写：blo bzang bkra shis，又译羅桑札喜，1901年—1966年）藏族，西藏拉萨人，藏传佛教大堪布，噶厦官员，西藏政治人物。

## 生平
洛桑扎西生于1901年（清朝光绪二十七年）。
抗日战争中，被聘为第二、三、四届国民参政会参政员。1942年1月1日，任西藏驻京代表并兼驻京办事处处长，常驻重庆，1945年5月离职。
1950年，达赖逃往亚东时，任命了两位司曹（代理司伦）鲁康娃·泽旺饶登、本珠仓·洛桑扎西，留守拉萨，负责在其离开后处理政务。洛桑扎西被任命前为大堪布。
1952年，鲁康娃同洛桑扎西两位司曹被中共方面指控策动“人民会议”，反对《十七条协议》。同年4月27日，经中央人民政府驻西藏代表张经武的强烈要求，两位司曹被达赖革职。
1959年藏区骚乱后，洛桑扎西被中国政府逮捕入狱。1966年，洛桑扎西死于狱中。